# Doris J. Jensen
Doris Louise Pauline Jakobsen Jensen (geb. Jakobsen; * 30. Oktober 1978 in Ilulissat) ist eine grönländische Politikerin (Siumut) und Lehrerin.

## Leben

### Frühe Jahre
Doris Jakobsen ist die Tochter von Ole Lars und Sofie Jakobsen. Sie besuchte die Schule in Ilulissat und später in Sønderborg. Anschließend besuchte sie von 1995 bis 1998 die Oberstufe in Aasiaat. Nach ihrem Schulabschluss ging sie auf das Ilinniarfissuaq, das grönländische Lehrerseminar in Nuuk. Sie ist mit Ejvind Jensen verheiratet, hat zwei Töchter, Niviaq und Aviaq, und zwei Stiefkinder, Monica und Aqqalooraq.
Doris Jakobsen war ab 1992 Mitglied der Siumut-Parteijugend, dort von 1996 bis 1998 Gemeindeparteivorsitzende der Gemeinde Aasiaat und schließlich von 1998 bis 2005 Landesvorsitzende. Ab 1992 war sie im Grönländischen Jugendrat Sorlak, von dem sie 2002 Vorsitzende wurde. Ab 1997 war sie in der Parteiverwaltung der Siumut, von 2009 bis 2011 als Vizevorsitzende. Von 2004 bis 2006 war sie für ihre Partei Abgeordnete im Inuit Circumpolar Council.

### Politikkarriere
Sie wurde erstmals bei der Parlamentswahl 2002 im Alter von nur 24 Jahren ins Inatsisartut gewählt. Bei der Kommunalwahl 2005 wurde sie in den Rat der Gemeinde Nuuk gewählt. Bei der Folketingswahl 2005 kandidierte sie ebenfalls, unterlag aber Lars-Emil Johansen.
Bei der Wahl 2005 wurde sie ins Parlament wiedergewählt. Nach der Wahl wurde sie im Dezember 2005 mit 27 Jahren zur Ministerin für Kultur, Bildung, Forschung und Kirche im Kabinett Enoksen IV ernannt, womit sie die jüngste Person ist, die je in Grönland ein Ministeramt bekleidet hat. Im November 2006 wurde sie von Regierungschef Hans Enoksen entlassen, was er mit schlechter Amtsführung begründete. Sie trat bei der Folketingswahl 2007 an und landete erneut hinter Lars-Emil Johansen auf dem ersten Nachrückerplatz und durfte ihn 2009 kurzzeitig vertreten. Bei der Kommunalwahl 2008 wurde sie in den Rat der neuen Kommuneqarfik Sermersooq gewählt und zur 2. Vizebürgermeisterin ernannt.
Bei der Parlamentswahl 2009 konnte sie ihren Sitz verteidigen. Zwei Jahre später trat sie bei der Folketingswahl 2011 und wurde erstmals ins Folketing gewählt. Bei der Parlamentswahl in Grönland 2013 erhielt sie erneut einen Sitz im grönländischen Parlament, während sie bei der Kommunalwahl im selben Jahr nicht mehr antrat.
Im Folgejahr wurde sie bei der Parlamentswahl 2014 zum fünften Mal in Folge ins Parlament gewählt. Im Anschluss wurde sie im Dezember 2014 zur Ministerin für Gesundheit und Nordische Angelegenheiten im Kabinett Kielsen I ernannt. Bei der Folketingswahl 2015 trat sie nicht erneut an. Im Oktober 2016 wurde sie Ministerin für Bildung, Kultur, Forschung und Kirche im Kabinett Kielsen II.
Bei der Parlamentswahl 2018 wurde sie zum sechsten Mal ins Parlament gewählt und anschließend zur Ministerin für Gesundheit und Forschung im Kabinett Kielsen III ernannt. Mit dem Ausscheiden der Partii Naleraq im September 2018 übernahm sie interim noch die Ressorts Soziales, Familie und Justiz. Einen Monat später wurde sie zur Ministerin für Gesundheit, Soziales und Justiz im Kabinett Kielsen IV ernannt, aber bereits nach knapp zwei Wochen musste sie am 17. Oktober zurücktreten, nachdem man ihr wegen des Missbrauchs ihrer dienstlichen Tankkarte das Vertrauen entzogen hatte. Anschließend nahm sie ihren Parlamentssitz wahr.
Bei der Parlamentswahl 2021 wurde sie knapp ins Parlament wiedergewählt. Bei der Kommunalwahl am selben Tag erreichte sie nur den vierten Nachrückerplatz der Siumut in der Kommuneqarfik Sermersooq.
Bei der Parlamentswahl 2025 erreichte sie nur den vierten Nachrückerplatz der Siumut und schied nach 23 Jahren aus dem Inatsisartut aus. Bei der Kommunalwahl 2025 erzielte sie den ersten Nachrückerplatz. Im Juni 2025 wurde sie zur organisatorischen Vizevorsitzenden ihrer Partei gewählt.